# Viktória Madarász
Viktória Madarász (ur. 12 maja 1985 w Budapeszcie) – węgierska lekkoatletka specjalizująca się w chodzie sportowym.

## Życiorys
Brązowa medalistka mistrzostw Europy w chodzie na 35 kilometrów, medal wywalczyła podczas mistrzostw w Monachium, w 2022 roku. Trzykrotna uczestniczka igrzysk olimpijskich (2012, 2016, 2020), na których startowała w rywalizacji chodu na 20 kilometrów. W Londynie zajęła 38. miejsce, w Rio 25. miejsce, a w Tokio nie doszła do mety. Pięciokrotnie (2011, 2013, 2015, 2017, 2019) starotwała na mistrzostwach świata. Najlepszy wynik osiągnęła w 2017 roku w Londynie, zajmując 12. miejsce i bijąc rekord Węgier w chodzie na 20 kilometrów. Reprezentowała Węgry w pucharze świata oraz pucharze Europy w chodzie sportowym. W 2004 roku wystąpiła na mistrzostwach świata juniorów, startując w biegu na 3000 metrów z przeszkodami, w którym odpadła w eliminacjach.
Wielokrotna mistrzyni Węgier w chodzie sportowym oraz halowa mistrzyni Węgier w chodzie na 3000 metrów.

## Osiągnięcia
| Rok  | Impreza                                          | Miejsce        | Konkurencja                   | Pozycja           | Wynik    |
| ---- | ------------------------------------------------ | -------------- | ----------------------------- | ----------------- | -------- |
| 2004 | Mistrzostwa świata juniorów                      | Grosseto       | bieg na 3000 m z przeszkodami | el. – 27. miejsce | 11:05,55 |
| 2006 | Puchar świata w chodzie sportowym                | A Coruña       | chód na 20 km                 | 68. miejsce       | 1:50:56  |
| 2007 | Młodzieżowe mistrzostwa Europy                   | Debreczyn      | chód na 20 km                 | 19. miejsce       | 1:44:41  |
| 2008 | Puchar świata w chodzie sportowym                | Czeboksary     | chód na 20 km                 | –                 | DNF      |
| 2011 | Puchar Europy w chodzie sportowym                | Olhão          | chód na 20 km                 | 39. miejsce       | 1:45:02  |
| 2011 | Mistrzostwa świata                               | Daegu          | chód na 20 km                 | –                 | DQ       |
| 2012 | Puchar świata w chodzie sportowym                | Sarańsk        | chód na 20 km                 | 76. miejsce       | 1:49:05  |
| 2012 | Igrzyska olimpijskie                             | Londyn         | chód na 20 km                 | 38. miejsce       | 1:34:48  |
| 2013 | Puchar Europy w chodzie sportowym                | Dudince        | chód na 20 km                 | 33. miejsce       | 1:40:50  |
| 2013 | Mistrzostwa świata                               | Moskwa         | chód na 20 km                 | 33. miejsce       | 1:34:10  |
| 2014 | Mistrzostwa Europy                               | Zurych         | chód na 20 km                 | 12. miejsce       | 1:30:57  |
| 2015 | Mistrzostwa świata                               | Pekin          | chód na 20 km                 | 15. miejsce       | 1:32:01  |
| 2016 | Igrzyska olimpijskie                             | Rio de Janeiro | chód na 20 km                 | 25. miejsce       | 1:33:59  |
| 2017 | Mistrzostwa świata                               | Londyn         | chód na 20 km                 | 12. miejsce       | 1:30:05  |
| 2019 | Mistrzostwa świata                               | Doha           | chód na 20 km                 | 39. miejsce       | 1:47:38  |
| 2021 | Igrzyska olimpijskie                             | Tokio          | chód na 20 km                 | –                 | DNF      |
| 2022 | Mistrzostwa Europy                               | Monachium      | chód na 35 km                 | 3. miejsce        | 2:49:58  |
| 2023 | Mistrzostwa świata                               | Budapeszt      | chód na 20 km                 | 34. miejsce       | 1:36:13  |
| 2023 | Mistrzostwa świata                               | Budapeszt      | chód na 35 km                 | 16. miejsce       | 2:53:30  |
| 2024 | Mistrzostwa Europy                               | Rzym           | chód na 20 km                 | 26. miejsce       | 1:37:43  |
| 2024 | Igrzyska olimpijskie                             | Paryż          | chód na 20 km                 | 42. miejsce       | 1:41:21  |
| 2025 | Drużynowe mistrzostwa Europy w chodzie sportowym | Podiebrady     | chód na 35 km                 | 7. miejsce        | 2:50:39  |

## Rekordy życiowe
- bieg na 3000 metrów z przeszkodami – 10:55,20 (26 czerwca 2004, Budapeszt)
- chód na 20 kilometrów – 1:30:05 (13 sierpnia 2017, Londyn) rekord Węgier
- chód na 35 kilometrów – 2:49:58 (16 sierpnia 2022, Monachium) rekord Węgier